# Contea di Carter (Kentucky)
La contea di Carter in inglese Carter County è una contea dello Stato del Kentucky, negli Stati Uniti. La popolazione al censimento del 2000 era di 10 342 abitanti. Il capoluogo di contea è Grayson